# Kość gnykowa

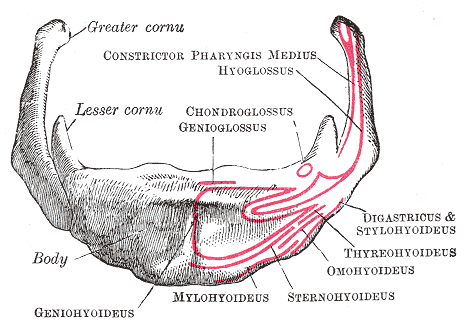
Kość gnykowa – widok od przodu i od góry

Kość gnykowa

Kość gnykowa (łac. os hyoideum) – nieparzysta kość trzewioczaszki niemająca połączenia z innymi kośćmi. Leży topograficznie w obrębie szyi, pomimo tego jest jednak zaliczana do kości czaszki. Ma kształt podkowy, zawieszona jest poniżej żuchwy. Prawie całkowicie zbudowana jest z istoty zbitej. Bierze ona udział w ruchach krtani dzięki połączeniu z chrząstką tarczowatą za pomocą wzmocnionej więzadłowo błony tarczowo-gnykowej.
Kość gnykowa powstaje z II i III pary łuków skrzelowych. Z II pary powstają rogi mniejsze oraz górna część trzonu kości, a z III pary – rogi większe oraz dolna część trzonu.

## Budowa
W kości gnykowej wyróżnia się trzon (łac. corpus ossis hyoidei), parę rogów większych (łac. cornua maiora) i parę rogów mniejszych (łac. cornua minora).

### Trzon
Trzon jest wypukły ku przodowi. Na jego przedniej powierzchni występuje szereg bruzd, do których przyczepiają się mięśnie nad- i podgnykowe.

### Rogi większe
Rogi większe zakończone niewielkim zgrubieniem, odchodzą ku tyłowi i nieco na zewnątrz od końców trzonu. Połączone są z nim chrząstkozrostem, który z wiekiem kostnieje. Są one dłuższe od trzonu. Ich tylne końce znajdują się w bliskim sąsiedztwie tętnicy szyjnej zewnętrznej tuż poniżej odejścia tętnicy językowej.

### Rogi mniejsze
Rogi mniejsze odchodzą ku tyłowi i ku górze od trzonu w miejscu odejścia rogów większych. Są niewielkimi stożkowatymi wyniosłościami zbudowanymi z chrząstki, która z wiekiem kostnieje. Łączą się z trzonem za pomocą więzozrostu lub za pomocą niewielkiego stawu.